# Marie Sedláčková (odbojářka)
Marie Sedláčková, přezdívaná Manka, (13. března 1923 Horní Sloupnice – 10. dubna 1945 Mauthausen) byla česká studentka a účastnice protifašistického odboje. Zapojila se do něj během studia na gymnáziu v Litomyšli spolu s dalšími místními studenty a učiteli. Jako pracovnice Státního veterinárního ústavu v Ivanovicích na Hané se dostala k bakteriálním kmenům nakažlivých nemocí, které z ústavu vyvezla. Choroby pak šířila mezi Němce a hospodářská zvířata v německých usedlostech. Šířila také žloutenku mezi Čechy, kteří měli být nuceně nasazeni na práci pro nacistické Německo. V březnu 1945 byla zatčena gestapem a o měsíc později, ve věku 22 let, zavražděna v koncentračním táboře Mauthausen.

## Život
Narodila se 13. března 1923 v Horní Sloupnici, obci ležící zhruba 6 kilometrů od Litomyšle. Měla dva mladší sourozence. Vystudovala gymnázium v Litomyšli, maturitní zkoušku složila v roce 1942. Její sen byl vystudovat medicínu a stát se lékařkou, ale české vysoké školy byly od 17. listopadu 1939 nacistickým Německem uzavřeny. Do odbojové činnosti se zapojila stejně jako řada jejích vrstevníků včetně jejího přítele Jiřího Šperla, sazečského učně z Litomyšli. Ten byl během heydrichiády 18. června 1942 zastřelen na pardubickém Zámečku.
| „                      | Tehdy se sušila sena a já šel den po tomto dni s Mankou na obecní úřad kolem návěsní tabule. Standgericht in Prag oznamoval, že Jiří Šperl byl odsouzen pro činnost nepřátelskou říši k trestu smrti a zastřelen. Manka se chvíli dívala na rudý plakát, jakoby nevěřila, viděl jsem, že zatínala pěsti a že se jí oči zalily slzami. Rychle odcházela od plakátu s říšskou orlicí a hakenkreuzem, šel jsem zkormouceně za ní. Nevěděl jsem, že pláče pro svého milého, netušil jsem, proč zaťala pěsti. | “ |
| — Josef Sedláček, otec | |   |

Litomyšlský okupační hejtman Bodo Selge nabízel Sedláčkové studium v Německu, což odmítla, a později jí – netuše o jejích sympatiích k odboji – domluvil místo ve veterinárním ústavu v Ivanovicích na Hané, kam nastoupila 14. prosince 1942. Zaměstnanci ústavu ji považovali za konfidentku gestapa. Od té doby působila na Moravě.

## Odbojová činnost
Marie Sedláčková se do odboje zapojila jako spojka. Pomohla například Alfrédu Bartošovi, veliteli výsadkové skupiny Silver A, navázat kontakt s odbojovou organizací. Sama byla členkou Rady tří a vystupovala mimo jiné pod jménem Pavla. Širokou síť kontaktů využívala například pro zajišťování falešných dokladů. Z ústavu v Ivanovicích na Hané, kde pracovala, vynesla kmeny nakažlivých nemocí s cílem šířit je mezi Němci.
| „                           | Není prokázáno, že by bakterie použila proti nějakému konkrétnímu člověku, ale několik lidí, s nimiž se setkávala, bylo zasaženo chorobami, u nichž v té době nebylo obvyklé, že by se mezi lidmi vyskytovaly. Jednalo se o její činnost v Sudetech, její babička bydlela na německém území v Knapovci a Manka za ní jezdila. V jejích záznamech se prý našel i zápisek: Prasata jim pochcípala na červenku, a oni je stejně snědli. | “ |
| — Jaromír Charamza, badatel | |   |

## Zatčení a smrt
Od února 1945 již gestapo znalo totožnost Marie Sedláčkové a snažilo se ji dopadnout. Využilo k tomu konfidenta Jana Dvořáka vystupujícího pod jménem Petr, který si s Mankou domluvil schůzku. Konala se 10. března 1945 večer na mostě u Lulče. Sedláčková na schůzku přišla vyzbrojená pistolí a v doprovodu dvou partyzánů, při zatýkání Dvořáka postřelila a ten později zraněním podlehl. Gestapu, které most už za soumraku obklíčilo, se však podařilo Marii Sedláčkovou zadržet.
Byla převezena na Kounicovy koleje v Brně, kde ji nacisté vyslýchali a mučili. Spolu s dalšími dvěma stovkami lidí, převážně spolupracovníky moravských partyzánů, pak byla Marie Sedláčková 7. dubna převezena do Mauthausenu transportem KL 3. Do cíle vlak dorazil o dva dny později a 10. dubna byl celý transport bez soudu povražděn v plynové komoře.